# Aegus serratus
Aegus serratus es una especie de coleóptero de la familia Lucanidae.

## Distribución geográfica
Habita en Morotai, Mandioli y Obi (Indonesia).